# Cleocir Bonetti

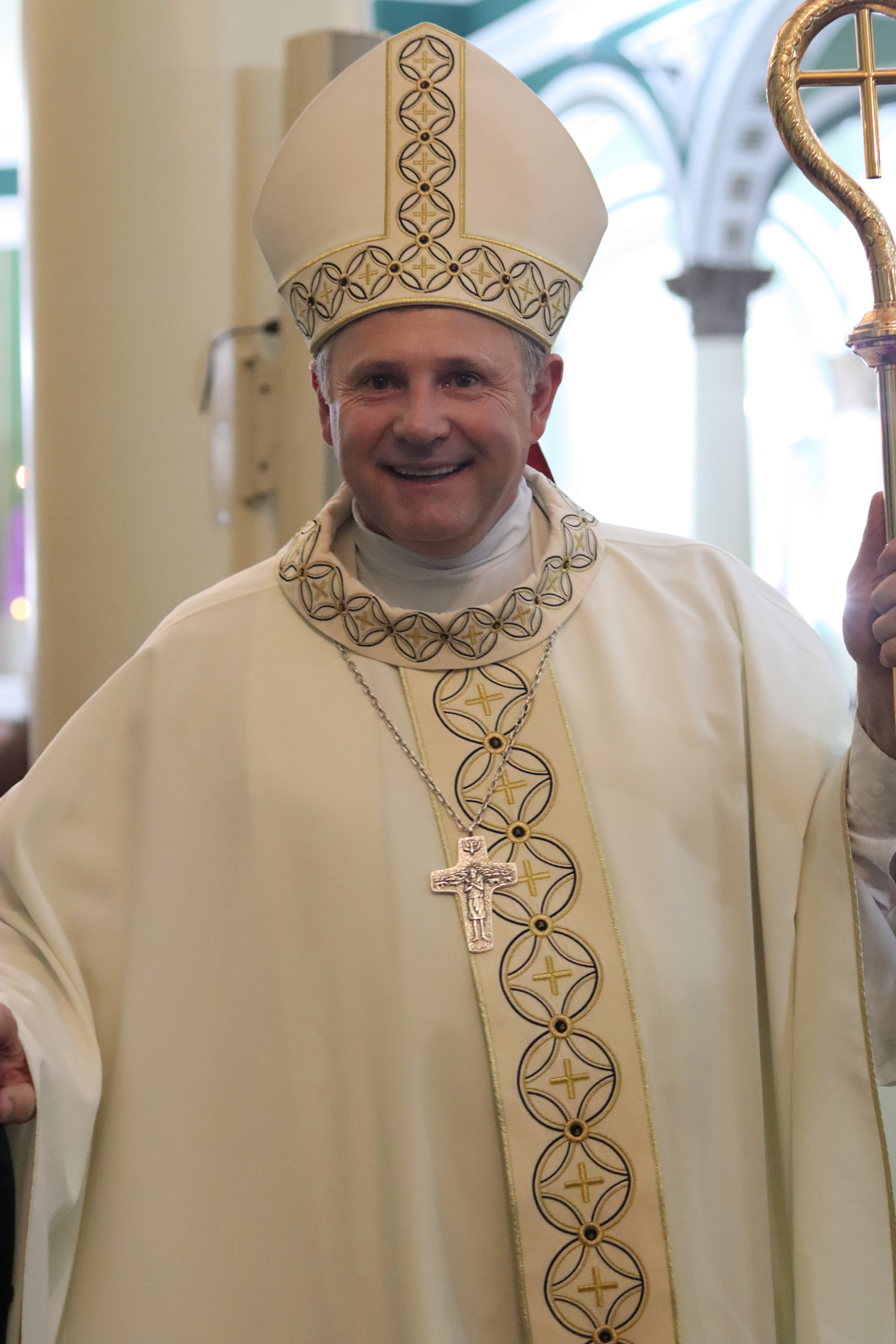
Cleocir Bonetti (2021)

Cleocir Bonetti (* 6. August 1972 in São Valentim, Rio Grande do Sul) ist ein brasilianischer Geistlicher und römisch-katholischer Bischof von Caçador.

## Leben
Cleocir Bonetti studierte Philosophie am Priesterseminar in Viamão und Katholische Theologie am Instituto de Teologia e Pastoral in Passo Fundo. Am 4. Januar 1998 wurde er zum Diakon geweiht und am 6. Februar 1999 empfing er in São Valentim das Sakrament der Priesterweihe für das Bistum Erexim.
Bonetti war zunächst von 1999 bis 2001 als Assistent am Kleinen Seminar Nossa Senhora de Fátima tätig, bevor er Pfarrvikar der Pfarrei São Cristóvão in Erechim wurde. 2005 wurde Cleocir Bonetti für weiterführende Studien nach Rom entsandt, wo er 2008 an der Päpstlichen Universität Gregoriana ein Lizenziat im Fach Kirchengeschichte erwarb. Nach der Rückkehr in seine Heimat wurde er Regens des Priesterseminars des Bistums Erechim. Danach war Bonetti Pfarrer der Pfarreien Nossa Senhora do Rosário in Barão do Cotegipe (2015–2016) und São Tiago in Aratiba (2016–2017). Ab 2017 wirkte Cleocir Bonetti als Generalvikar des Bistums Erexim und als Koordinator der Kommission der Priester der Region Sul 3 der Brasilianischen Bischofskonferenz. Daneben war er Professor für Kirchengeschichte am Instituto de Teologia e Pastoral in Passo Fundo.
Am 30. Juni 2021 ernannte ihn Papst Franziskus zum Bischof von Caçador. Der Bischof von Caxias do Sul, José Gislon OFMCap, spendete ihm am 12. September desselben Jahres in der Kathedrale São José in Erechim die Bischofsweihe; Mitkonsekratoren waren der Bischof von Erexim, Adimir Antônio Mazali, und der Erzbischof von Maringá, Severino Clasen OFM. Cleocir Bonetti wählte den Wahlspruch Patris corde („Mit väterlichem Herzen“), der der Titel des gleichnamigen Apostolischen Schreibens von Papst Franziskus anlässlich des 150. Jahrestages der Erhebung des heiligen Josef zum Schutzpatron der ganzen Kirche ist. Die Amtseinführung erfolgte am 3. Oktober 2021.